# Hunter Woodhall
Hunter Woodhall (Catersville, Georgia, 17 de febrero de 1999) es un atleta estadounidense de pista y campo en modalidad adaptada. Debutó internacionalmente en 2015 con una medalla de plata y bronce en el Campeonato Mundial de Atletismo del IPC de 2015, y luego ganó una medalla de bronce y plata en los Juegos Paralímpicos de 2016. Después de graduarse de Syracuse High School, se convirtió en el primer doble amputado en obtener una beca de la División I de la NCAA.

## Biografía
Woodhall nació en Cartersville, Georgia, debido al servicio militar de su padre, pero creció en Syracuse, Utah. Nació con hemimelia fibular, lo que hizo que sus padres decidieran amputarle ambas piernas a los 11 meses de edad. Fue educado en casa hasta quinto grado y al ingresar a la escuela pública fue acosado por su discapacidad. Aunque originalmente le dieron piernas protésicas, cambió a prótesis de fibra de carbono para correr y se unió a un equipo de pista.

## Carrera
Mientras asistía a Syracuse High School, participó con el Equipo Paralímpico Nacional de los Estados Unidos en competencias internacionales. Debutó internacionalmente en 2015 con una medalla de plata y bronce en el Campeonato Mundial de Atletismo del IPC 2015.
En su último año escolar, ocupaba el puesto 20 en Estados Unidos en la carrera de 400 metros con un tiempo de 47,32 segundos. Compitió en los Juegos Paralímpicos de verano de 2016 donde ganó una medalla de bronce en los 400 metros masculinos y una de plata en los 200 metros masculinos. Como resultado, el alcalde de la ciudad de Syracuse, Terry Palmer, consideró el 15 de septiembre como «Día de Hunter Woodhall». Al concluir su educación secundaria, Woodhall fue nombrado Atleta Masculino del Año en la Escuela Secundaria 2016. Al graduarse, se convirtió en el primer atleta de pista y campo con doble amputación en obtener una beca deportiva de la División I, aceptado en la Universidad de Arkansas.
En su primer año universitario, compitió en la división SEC junto a corredores sin discapacidad. Participó en seis competencias bajo techo, corriendo 1:58.04 sobre 800 metros, y siete competencias al aire libre, corriendo 47.42 sobre 400 metros. Sus tiempos le valieron una medalla de bronce en el 4 x 400 en el SEC Outdoor Championships. Al final de la temporada, fue nominado a Cambiador de Juego del Año de la NCAA y nombrado Primer Equipo All-America en el Relevo 4 x 400 y Relevo Medley de Distancia.

## Vida personal
En 2022 contrajo matrimonio con la atleta olímpica Tara Davis-Woodhall, quien era su novia desde el último año de escuela secundaria y que conoció durante una competencia en 2017.